# Aeroportul Farafangana
Aeroportul Farafangana (IATA: RVA, ICAO: FMSG) este un aeroport din Regiunea Atsimo-Atsinanana, Madagascar ce deservește zona Farafangana. A fost numit după zona deservită.
Situat la o altitudine de 8 m, aeroportul dispune de o singură pistă.